# Whiteheads salangaan
De Whiteheads salangaan (Aerodromus whiteheadi of ook wel Collocalia whiteheadi) is een vogel uit de familie Apodidae (gierzwaluwen) die alleen voorkomt op de Filipijnen. De vogel is genoemd naar de Britse ornitholoog John Whitehead.

## Algemeen
Whiteheads salangaan is een grote zwaluw, met een erg brede kop. De mannetjes en vrouwtjes lijken sterk op elkaar. De twee ondersoorten verschillen van elkaar door hun kleur. Aerodramus whiteheadi origenis heeft zwartbruine bovendelen met een lichte paarse gloed, waarbij de kop en bovenkant van de rug donkerder van kleur zijn. De onderzijde van de vogel is grijsachtig bruin. De staart is licht gevorkt. De snavel is zwart, de ogen bruin en de ongevederde poten zijn zwart.
Deze soort wordt inclusief staart 13 centimeter en heeft een vleugellengte van 13 centimeter.

## Ondersoorten en verspreiding
Er worden twee ondersoorten van de Whiteheads salangaan onderscheiden:
- C. w. origenis (Mount Apo op Mindanao)
- C. w. whiteheadi (Mount Data op Luzon)

## Leefgebied
Deze gierzwaluwen leven in bergachtige gebieden hoger dan 1200 meter boven zeeniveau. 

## Voortplanting
Nesten werden voorheen gevonden in holle bomen. De nesten zijn rond, gemaakt van plantaardig materiaal, maar zonder salival cement dat door veel gierzwaluwen wordt gebruikt bij het maken van hun nest. 